# 1928年夏季奥林匹克运动会
第九届夏季奥林匹克运动会（英語：the Games of the IX Olympiad），於1928年7月28日至8月12日在荷兰阿姆斯特丹举行。

## 焦点
- 首次在奥运会期间点燃奥运圣火，而火炬传递则要到1936年柏林奧運會才正式开始。
- 首次在入场式上，开始以奥林匹克运动会起源的希腊开头，而东道国最后，这个传统持续到今天。
- 首次将奥运赛程规定为16天，此前（1900年至1924年）奥运会的赛程均长达数月。
- 尽管有所指责，女运动员首次参加了田径和体操项目。波兰的哈利娜·科诺帕茨卡是第一个奥林匹克运动会的田径女冠军。在800米跑项目中，几个运动员比赛结束都筋疲力尽。因为这一点，200米以上的跑步赛并没有包括在奥运会中，直到1960年代。
- 随后在几部泰山电影中出演的约翰尼·维斯穆勒在游泳项目中获得三块金牌。
- 芬兰选手帕沃·努尔米获得了1万米长跑冠军，从而第九次获得金牌。
- 加拿大选手珀西·威廉斯赢得100米和200米短跑项目。
- 南美洲的足球有了明确的突破，乌拉圭战胜阿根廷，卫冕冠军成功。

## 比赛项目
| - 田径 - 拳击 - 自行车 - 举重 - 马术 - 击剑 |  | - 足球 - 体操 - 曲棍球 - 赛艇 - 帆船 |  | - 摔跤 - 水上项目 - 游泳 - 水球 - 跳水 - 现代五项 |

### 表演项目
| - 荷式篮球(合球) |  | - 长曲棍球 | - kaatsen |

## 参赛国家及地区

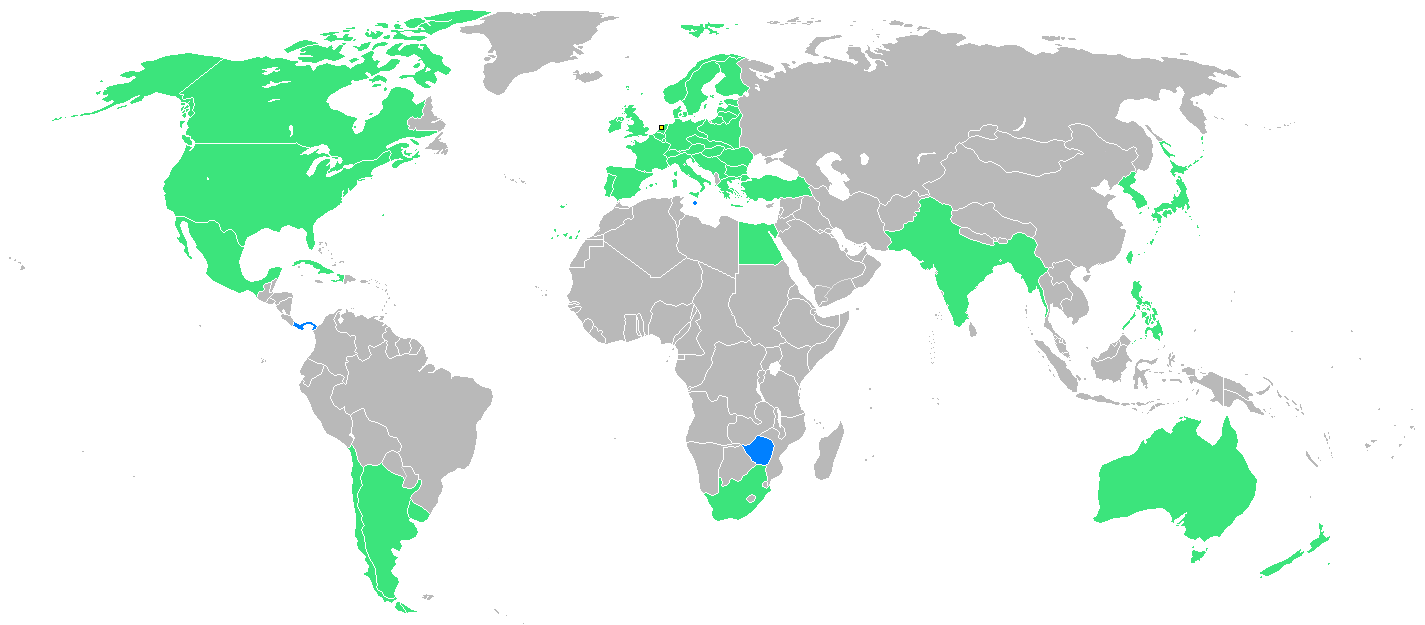
参赛国家及地区分布

一共有46个国家代表团参加了本届奥运会。 其中马耳他、巴拿马以及罗德西亚（今津巴布韦）都是首次参加奥运会。
| - 阿根廷 - 奥地利 - 比利时 - 保加利亚 - 加拿大 - 智利 - 古巴 - 捷克斯洛伐克 - 丹麦 - 埃及 - 爱沙尼亚 - 芬兰 - 法国 - 德国 - 英国 |  | - 希腊 - 海地 - 匈牙利 - 印度 - 爱尔兰 - 意大利 - 日本 - 拉脱维亚 - 立陶宛 - 卢森堡 - 马耳他 - 墨西哥 - 摩纳哥 - 荷兰 - 新西兰 - 挪威 |  | - 巴拿马 - 菲律宾 - 波兰 - 葡萄牙 - 罗得西亚 - 罗马尼亚 - 南非 - 西班牙 - 瑞典 - 瑞士 - 土耳其 - 美国 - 乌拉圭 - 南斯拉夫 |

## 奖牌榜
| 排名 | 国家／地区    | 金牌 | 银牌 | 铜牌 | 總數 |
| ---- | ------------- | ---- | ---- | ---- | ---- |
| 1    | 美国          | 22   | 18   | 16   | 56   |
| 2    | 德国（GER）   | 10   | 7    | 14   | 31   |
| 3    | 芬兰（FIN）   | 8    | 8    | 9    | 25   |
| 4    | 瑞典（SWE）   | 7    | 6    | 12   | 25   |
| 5    | 意大利（ITA） | 7    | 5    | 7    | 19   |
| 6    | 瑞士（SUI）   | 7    | 4    | 4    | 15   |
| 7    | 法国（FRA）   | 6    | 10   | 5    | 21   |
| 8    | 荷兰（NED）   | 6    | 9    | 4    | 19   |
| 9    | 匈牙利（HUN） | 4    | 5    | 0    | 9    |
| 10   | 加拿大（CAN） | 4    | 4    | 7    | 15   |